# Angelika dela Cruz
Maria Lourdes Egger Dela Cruz-Casareo, bekannt als Angelika Dela Cruz(* 29. Oktober 1981 in Quezon City, Philippinen) ist eine philippinische Schauspielerin.
Sie begann ihre Schauspielkarriere 1995 und ist seitdem in zahlreichen Fernsehserien und Filmen aufgetreten. Bekannt wurde sie durch Rollen in Serien wie "Ikaw Lang Ang Mamahalin" (2001) und "Bituing Walang Ningning" (2006). Seit 2013 ist sie Barangay-Vorsitzende von Longos in Malabon, Metro Manila. Am 19. August 2008 heiratete sie Orion Casareo; das Paar hat ein Kind.

## Filmografie (Auswahl)

### Fernsehserien
- 1996: Mara Clara (Joyce)
- 1997–1999: Esperanza (Cecille Montejo/Regina Salviejo)
- 1997–1999: Oka Tokat (Tessa Sytangco)
- 1999: SOP Rules
- 1999: Di Ba't Ikaw (Arlene)
- 1999–2000: Pintados (Diwata/Reewa Zulueta)
- 2000: Click (Oli)
- 2000: Liwanag Ng Hatinggabi (Luna)
- 2000: Umulan Man o Umaraw (Andrea)
- 2001–2002: Ikaw Lang Ang Mamahalin (Mylene Fuentebella/Katherine Morales/Carmencita San Diego)
- 2002–2003: Habang Kapiling Ka (Erica Malvarosa)
- 2003: ASAP Mania
- 2003–2004: Sana'y Wala Nang Wakas
- 2004: MTB: Ang Saya Saya
- 2004–2005: EK Channel
- 2005–2006: Entertainment Konek
- 2005: Ikaw Ang Lahat Sa Akin
- 2006: Bituing Walang Ningning
- 2007: Little Big Superstar
- 2007: Si Pedro Penduko at ang mga Engkantao
- 2007: Prinsesa ng Banyera
- 2008: Babangon Ako't Dudurugin Kita
- 2008: Sine Novela: Una Kang Naging Akin
- 2008–2009: LaLola
- 2009–2010: Sine Novela: Kaya Kong Abutin Ang Langit
- 2010: Panday Kids
- 2010: Pilyang Kerubin
- 2011: Dwarfina
- 2011: Futbolilits
- 2011: Kokak
- 2012: Biritera
- 2012: Kasalanan Bang Ibigin Ka?
- 2012–2013: Aso ni San Roque
- 2013: Mundo Mo'y Akin
- 2014: Kambal Sirena
- 2015: Second Chances
- 2015: Healing Hearts
- 2016: Hanggang Makita Kang Muli

## Diskografie
Alben
- 1996: Angelika, Sony Music
  - Fill the World With Love
  - Hindi Lamang sa Pangarap
  - Sa Atin Lang
  - Kung Bubuksan Mo Man ang Puso Ko
  - Now You Go
  - Sasabihin Ko Na Ba?
  - Ready to Fall in Love Again
  - Tanging Puso Lang
  - Di Ko Alam
  - Pagkatapos ng Gabi

- 1999: My Only Wish, Sony Music
  - I Miss You
  - Paano Ba?
  - Nadevelop
  - Hold Me In Your Arms
  - Sana ay Magbalik Ka
  - Let the Love Begin
  - Don't Throw It Away
  - In the Heat of Summer
  - My Only Wish
  - Ipangako Mo